# Iridopsis haploancala
Iridopsis haploancala is een vlinder uit de familie van de spanners (Geometridae). De wetenschappelijke naam van de soort is voor het eerst geldig gepubliceerd in 1932 door de Engelse entomoloog Louis Beethoven Prout. De soort werd verzameld door A.H. Fassl in Colombia (Cañon del Tolima).